# Palicourea populifolia
Palicourea populifolia är en måreväxtart som beskrevs av Henry Hurd Rusby. Palicourea populifolia ingår i släktet Palicourea och familjen måreväxter.
Artens utbredningsområde är Colombia. Inga underarter finns listade i Catalogue of Life.